# La Voix humaine (Poulenc)
Pour les articles homonymes, voir La voix humaine.
La Voix humaine de Francis Poulenc est une tragédie lyrique en un acte composée en 1958 d'après un monologue du même nom écrit par Jean Cocteau pour le théâtre en 1930. L'œuvre de Poulenc fut créée le 6 février 1959 salle Favart à Paris avec la soprano Denise Duval. Ce qui est donné à entendre est un monologue téléphonique  douloureux d’une amoureuse délaissée (deux interlocuteurs invisibles sont sous-entendus) ; l'orchestre, tour à tour, accompagne le chant ou commente les parties en Sprechgesang.

## Genèse d'un opéra
« Par un curieux mystère ce n'est qu'au bout de quarante ans d'amitié que j'ai collaboré avec Cocteau. Je pense qu'il me fallait beaucoup d'expérience pour respecter la parfaite construction de La Voix humaine qui doit être, musicalement, le contraire d'une improvisation. »

— Francis Poulenc, .

« Mon cher Francis, tu as fixé une fois pour toutes, la façon de dire mon texte. »

— Jean Cocteau, .
Cette œuvre correspond à la phase personnelle de retour sur soi-même de Francis Poulenc après une relation amoureuse malheureuse. Il entre en « résonance » avec le même mal-être évoqué par Jean Cocteau, déjà son ami, en 1930. L'ensemble dure une quarantaine de minutes. La sonnerie du téléphone est rendue par le xylophone. 
Les coupures de la ligne lors de la communication avec l'amant de plus en plus insaisissable sont rendus par des coups d'archets sur les cordes des violons. L'œuvre prend la forme d'un monologue bouleversant, avec de longs passages de chant sans accompagnement musical qui requièrent particulièrement les talents d'actrice de l'interprète.

La compréhension du texte est couverte quelquefois par l'émotion forte à sentir de ces moments, émotion transmise par l'ensemble symphonique en fortissimo.

La douleur de la rupture amoureuse faite par téléphone est une expression mélodieuse d'opéra classique sans accompagnement d'orchestre. Cette partie située avant le final est complètement intégrée dans l'ensemble de l'œuvre à côté du Sprechgesang (chant-parlé).

La musique correspondant au sentiment d'obsession est rythmée par la répétition (voulue jusqu'à 4 fois) des séquences mélodiquescommentant la disparition qui s'effectue. Il s'agit d'une théâtralisation où la seule réalité que peut commander et que vit la femme dans la solitude qui s'épaissit est celle des échanges entre la femme et l'opératrice du téléphone à qui elle réclame de désespérés « Ne coupez pas, mademoiselle, s'il vous-plaît ». 

Le « chef-d'œuvre » de la modernité de Poulenc est alors la « modernité malheureuse du monde virtuel, de la fausse présence de l'être au bout du fil ». 
(Francis Poulenc décédé début 1963 vit entre mystère et mysticisme, douleur et joie ; Jean Cocteau disparaîtra à la fin de cette même année).

## Argument
La sonnerie du téléphone retentit. Plusieurs personnes sont sur la ligne alors qu'une femme attend un appel de son amant et le moindre signe de sa part. Le téléphone retentit de nouveau. Elle lui raconte sa soirée de la veille, son mal de tête, son déjeuner, ses courses. Il fait mine de raccrocher mais elle continue, lui indique qu'il peut venir chercher ses affaires quand il le souhaite, l'empêche de s'excuser. Elle endosse « C'est moi qui suis stupide » et le couvre de compliments, « Tu es gentil », « Je ne me croyais pas si forte » et se défend de jouer la comédie, de prendre sur elle. « Je n'ai pas la voix d'une personne qui cache quelque chose ». « J'ai décidé d'avoir du courage, j'ai ce que je mérite », « Tout est ma faute ». Elle lui indique finalement qu'il pourra venir chercher son sac chez le concierge et qu'il est possible qu'elle aille passer quelques jours à la campagne. La ligne ne fonctionne plus, « C'est drôle parce que moi, je t'entends comme si tu étais dans la chambre…Allô, Allô ! (…) Allons bon maintenant, c'est moi qui ne t'entends plus, si mais très loin, très loin, (…) J'entends mieux que tout à l'heure…(…) On dirait que ce n'est pas ton appareil ».
À travers les non-dits et un moyen de communication défaillant (la communication s'interrompt sans cesse), la pièce présente une rupture amoureuse difficile. La femme aime toujours l'homme à qui elle parle et a tenté de se suicider.

## Discographie sélective
- 1959 : Denise Duval, Orchestre de l'Opéra-Comique dirigé par Georges Prêtre (dir.)  – EMI
- 1976 : Jane Rhodes, Orchestre national de France, Jean-Pierre Marty (dir.) – édition du Centenaire, IMVO15, 1994 INA.
- 1997 : Françoise Pollet, Orchestre national de Lille, Jean-Claude Casadesus (dir.)  – Harmonia Mundi
- 2001 : Felicity Lott, Orchestre de la Suisse romande, Armin Jordan (dir.) – Harmonia Mundi
- 2023 : Véronique Gens, Orchestre National de Lille, Alexandre Bloch (dir) - Alpha Classics

## Adaptations
- 1970 : Film télévisuel de Dominique Delouche pour l'ORTF, avec la créatrice du rôle Denise Duval (voir La Voix humaine).
- 2021 : Une "suite" à La Voix Humaine est imaginée par le librettiste Olivier Py et le compositeur Thierry Escaich, intitulée Point d'Orgue. Cette pièce musicale est créée le 5 mars 2021 (sans public) au Théâtre des Champs-Elysées, et retransmise sur France-Musique le 27 mars[1].

## Archives sonores
En 1959, l’œuvre a été diffusée en direct en Première Nord Américaine sur la chaîne de télévision canadienne, interprétée par Pierrette Alarie, Orchestre symphonique de Radio Canada,  direction, Jean-Marie Beaudet, durée 44 min 45 s. L’enregistrement audio, conservé aux archives sonores, est accessible en ligne.